# Szönam Gyaco

Szönam Gyaco (1543. február 28. – 1588. április 20.) a harmadik dalai láma.

## Élete
Szönam Gyaco a gelukpa, a sárga süveges iskola szerzetese volt, ő volt a felelős azért, hogy találjon egy idegen támogatót a gelukpa intézmények számára, ez a patrónus Altan kán volt. Szönam Gyaco 1578-ban elsőként kapta meg a dalai láma címet a mongol uralkodótól Altan kántól, miután a mongol birodalomban elterjesztette a buddhista tanítást. Szönam Gyaco két elődje posztumusz kapta meg a dalai láma címet, ezért Szönam Gyaco a 3. dalai lámaként vonult be a történelembe.
A mongolokkal kötött szövetségnek később szerepe volt abban, hogy a gelukpa szerzetesek Tibet uralkodóivá váltak a nagy 5. dalai láma vezetése alatt.